# Michael Kitchen
Pour les articles homonymes, voir Kitchen.
Michael Kitchen est un acteur britannique, né le 31 octobre 1948 à Leicester (Leicestershire, Angleterre).

## Filmographie

### Cinéma
- 1985 : Out of Africa : Berkeley
- 1990 : La Maison Russie : Clive
- 1990 : Fools of Fortune : M. Quinton
- 1992 : Avril enchanté : George Briggs
- 1995 : GoldenEye : Bill Tanner
- 1997 : Mrs Dalloway de Marleen Gorris : Peter Walsh
- 1999 : Le monde ne suffit pas : Bill Tanner
- 2000 : L'Échange (Proof of Life) : Ian Havery
- 2000 : Un été pour tout vivre : Robin
- 2011 : My Week with Marilyn : Hugh Perceval

### Téléfilms et séries télévisées
- 1981 : Le Bunker, les derniers jours d'Hitler (The Bunker) de George Schaefer : Rochus Misch
- 1990 : Au loin la liberté (Crossing to Freedom) (téléfilm) : le major Diessen
- 1992 : Les Aventures du jeune Indiana Jones : Lloyd George
- 1994 : Doomsday Gun (en) : Chris Cowley
- 1994 : Le Crépuscule des Aigles : Max Jaeger
- 1995 : Kidnapped (en) d'Ivan Passer : Reid
- 1999 : Oliver Twist : M. Brownlow
- 2002 : Les Enquêtes de Foyle (Foyle's War) : DCS Foyle